# Ermita de la Mare de Déu dels Àngels de Sant Mateu
L'Ermita de la Mare de Déu dels Àngels de Sant Mateu està situada al cim de la muntanya homònima, part de la serra de la Vall d'Àngel, a dos quilòmetres al sud-est de la població. És una construcció del segle xvii, amb arquitectura renaixentista i decoració barroca.
Aquest conjunt està qualificat com a Bé de Rellevància Local amb la categoria de Monument d'Interès Local.

## Història
En el cim de la muntanya ja existia en el segle xv una ermita dedicada a Sant Antoni Abat i Sant Pau l'Ermità. En 1584, o en un any proper, és trobada una imatge de la Mare de Déu i comencen les declaracions de miracles i l'afluència de devots. Ràpidament s'amplia l'ermita amb una capella lateral dedicada a la Verge, i el 25 d'octubre de 1585, Vicent Cerdà, propietari tant de l'ermita com de l'heretat on està situada, fa donació d'aquestes propietats a la vila de Sant Mateu, perquè es puguin completar les obres.

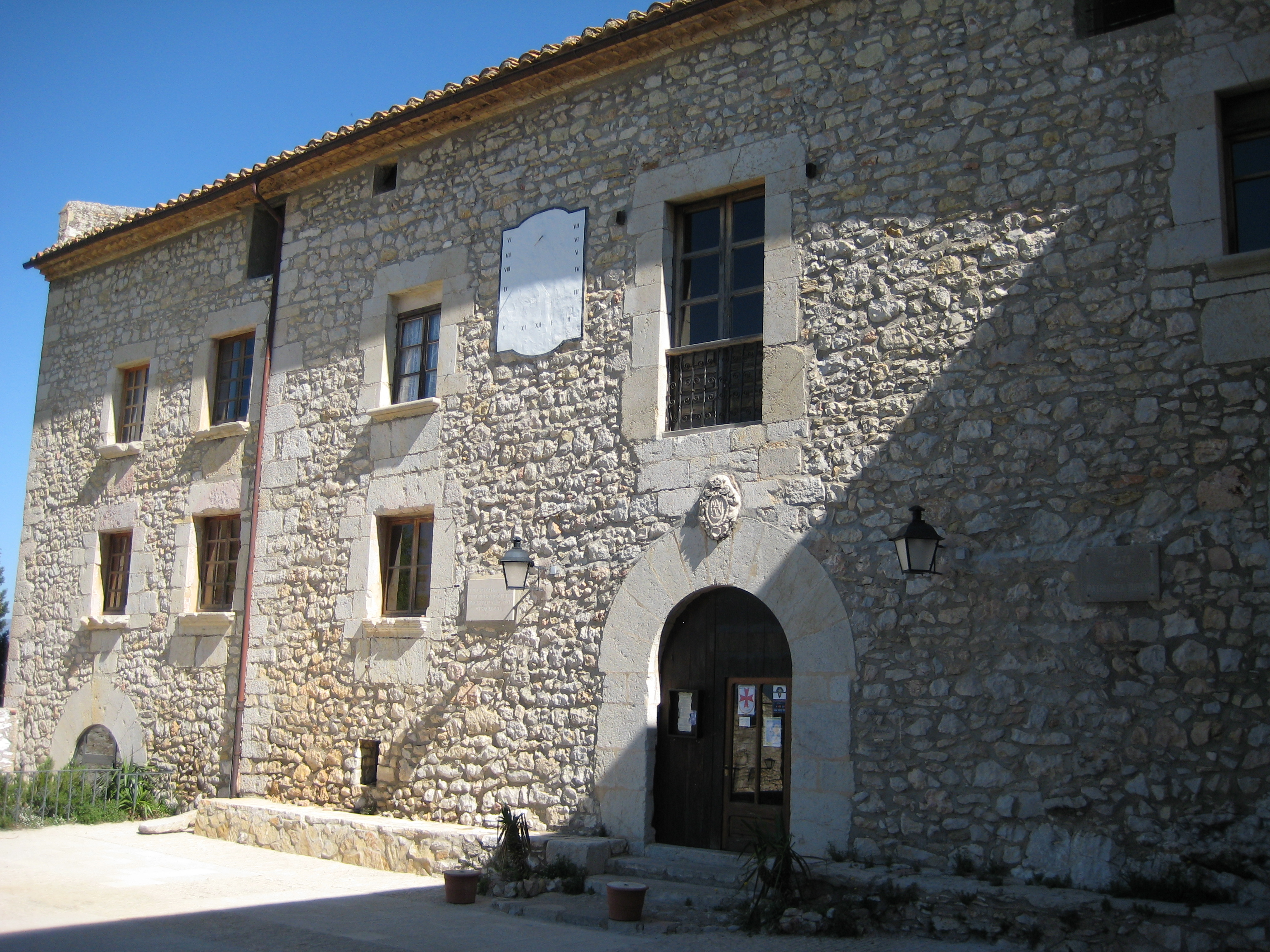

Al cap de pocs anys, en les darreries del segle xvi es construeix l'hostatgeria i s'aixeca el presbiteri de l'ermita. A les darreries de 1602 es contracta amb el mestre d'obres Llatzer Renyaga la construcció de dos trams de la nau i les capelles laterals; entre 1609 i 1622 el picapedrer francès Bernat Cumba completa el temple allargant dos trams més de la nau, el cor alt als peus i la façana; i en 1623 Joan Estrada construeix l'espadanya. Entre 1677 i 1685 es modifica l'obra suprimint dues capelles per construir el creuer i la cúpula, es modifica el presbiteri amb la construcció del cambril, es completa la portada, i s'aixeca el mur que envolta tot el conjunt. Entre 1690 i 1694 es finalitza l'ornamentació interior, amb la construcció del retaule major (1690), a càrrec de l'escultor Llatzer Catani; les decoracions de talla i guixeria treballades pels germans Serrano; i els dos grans llenços de Vicent Guilló destinats al presbiteri. El 1728 es construeix el campanar amb les aportacions del gremi de llauradors. En 1886 s'inicien les obres de la porxada i habitacions superiors que connecta l'hostatgeria a l'església, i no foren terminades fins a 1908.
En la nit del 12 al 13 de desembre de 1918 es va produir un incendi que va destruir tot l'interior, la imatge de la Mare de Déu inclosa, i va caure el sostre. La població va reaccionar amb promptitud, i el 27 de setembre de 1925 una nova imatge de la Mare de Déu presidia un temple totalment reconstruït. En la guerra civil va tornar a perdre's tot l'interior, salvant-se encara que deteriorada, la nova imatge, i sols des de 1951 comença la reconstrucció, que no conclourà fins a 1974.
És a partir dels anys 80 del segle xx quan s'impulsa una darrera etapa de restauracions. Des de 1985 fins ara són contínues les obres de millora i reforma del santuari i del seu entorn. La construcció del nou retaule major fou contractada en 1957 amb l'escultor Daniel Chillida, de Cervera del Maestrat.
Actualment, a l'hostatgeria funciona un restaurant.

## Arquitectura
Església d'una nau coberta per volta de canó amb creuer i cúpula sobre petxines, amb tres capelles per banda entre els contraforts comunicades per arcades, i llunetes. L'absis és rectangular cobert també per volta de canó. La teulada és de dos vessants, i sobre el transsepte, la teulada, de dos vessants també, s'eleva, per cobrir la cúpula. Té cor alt, sagristia i cambril, des d'on es venera la imatge de la Mare de Déu.
Façana amplia on la cornisa segueix la línia del cobert de dos vessants. Portada de mig punt motllurada amb les dovelles decorades amb angelets i la clau amb la Mare de Déu, emmarcada per pilastres amb capitell dòric, que suporten un entaulament —ordenat a la manera clàssica on en el fris alternen tríglifs i mètopes decorades amb rosetes—, sobre el qual descansa una fornícula apetxinada i emmarcada per pilastres també dòriques i amb el fust acanalat, coronada per un frontó; i per damunt, una finestra per donar llum a la nau.

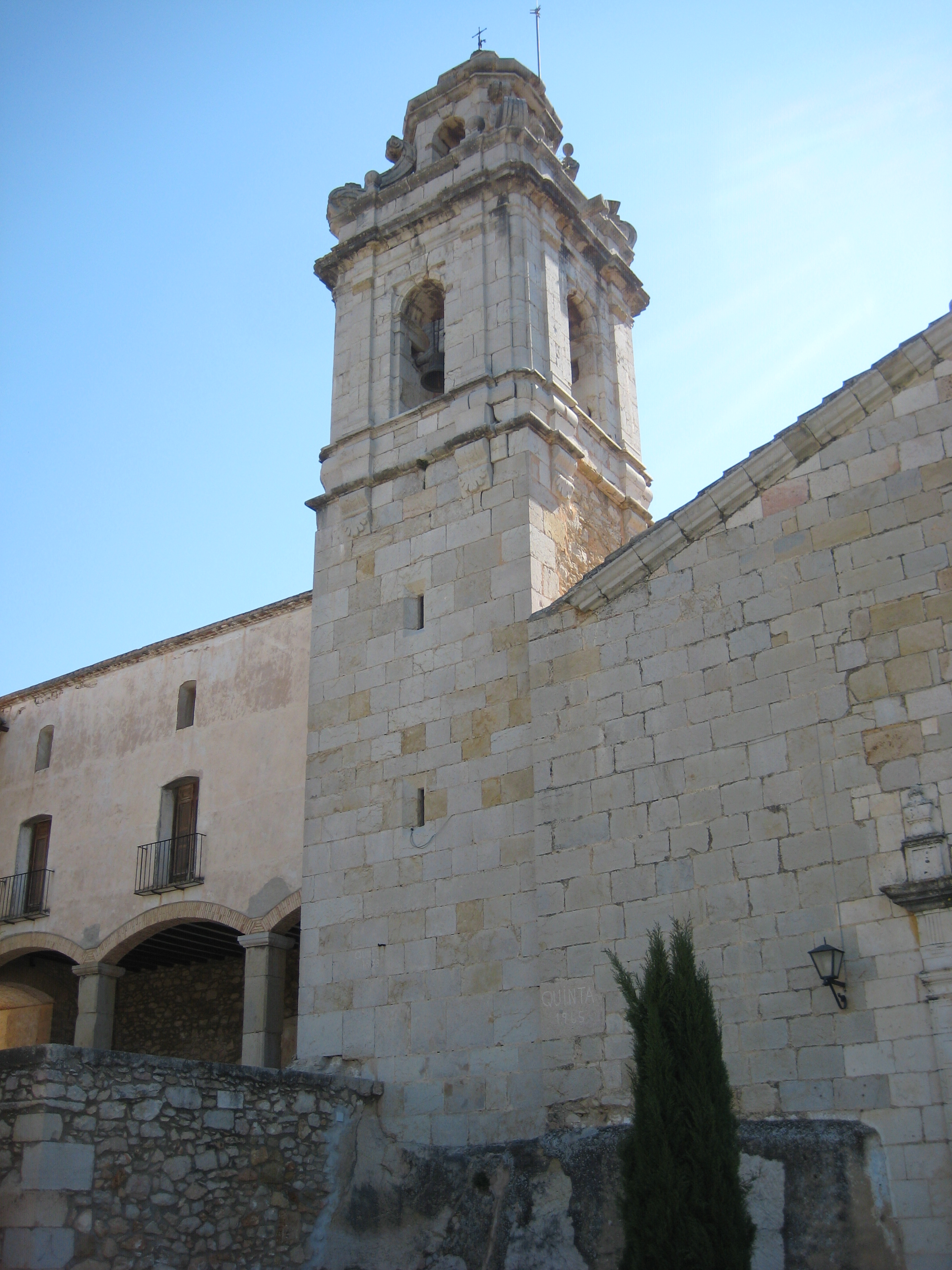

Junt a l'església s'eleva la torre campanar, quadrada, amb una obertura en cada costat en el cos de les campanes, i sobre ell, un altre cos més prim, amb les mateixes obertures, sostingut per mènsules, amb funció d'arcbotants, i que podria ser obra de Joan Barceló.
A un costat de la plaça de l'ermita, un massís edifici, l'hostatgeria, amb salons amplis i dependències destinades a l'Ajuntament i al Clergat.

## Festivitat i tradicions
La romeria a l'ermita es fa el segon dissabte després de la Pasqua de Resurrecció, des de l'Església Arxiprestal de Sant Mateu, i als afores del poble es formen unes files processionals seguint a la Creu fins al santuari. En arribar se celebra missa major i es passa la resta del dia, de festa, als seus voltants. A la tarda es balla el Ball Pla. Actualment, la major part dels romers pugen en cotxe i no es queden a fer la paella i dinar en l'ermita, i queda en el record les calderes d'arròs que la vila feia per obsequiar als peregrins.
També s'organitza una segona romeria el 21 d'agost, en mig de les festes patronals en honor de Sant Mateu, celebrant el Dia del sanmatevà absent.
En 2009 es va celebrar el 425 aniversari de la troballa de la imatge de la Mare de Déu dels Àngels, amb la baixada al poble de la imatge i amb els carrers guarnits, i tota una setmana d'actes festius.
Segons la tradició, en l'ermita de Sant Antoni Abat vivia Sebastià, un ermità portuguès, el qual en somnis o visions veia aparèixer una imatge de la Mare de Déu, que estava amagada sota la taula de l'altar, i després tornava a amagar-se. Comunicà les visions a Joan de Ribera, arquebisbe de València, el qual el cregué i li entregà una carta per a les autoritats civils de Sant Mateu. En tornar a la vila i comunicar els fets a les autoritats, aquestes explicaren la situació al bisbe de Tortosa, el qual atorgà permís per treure la imatge de l'amagatall. A tal fi, el dia assenyalat es va reunir una multitud de devots de tota la comarca, i en solemne processó pujaren a l'ermita, tragueren la imatge d'on estava amagada, i la col·locaren presidint l'altar.

## Galeria d'imatges

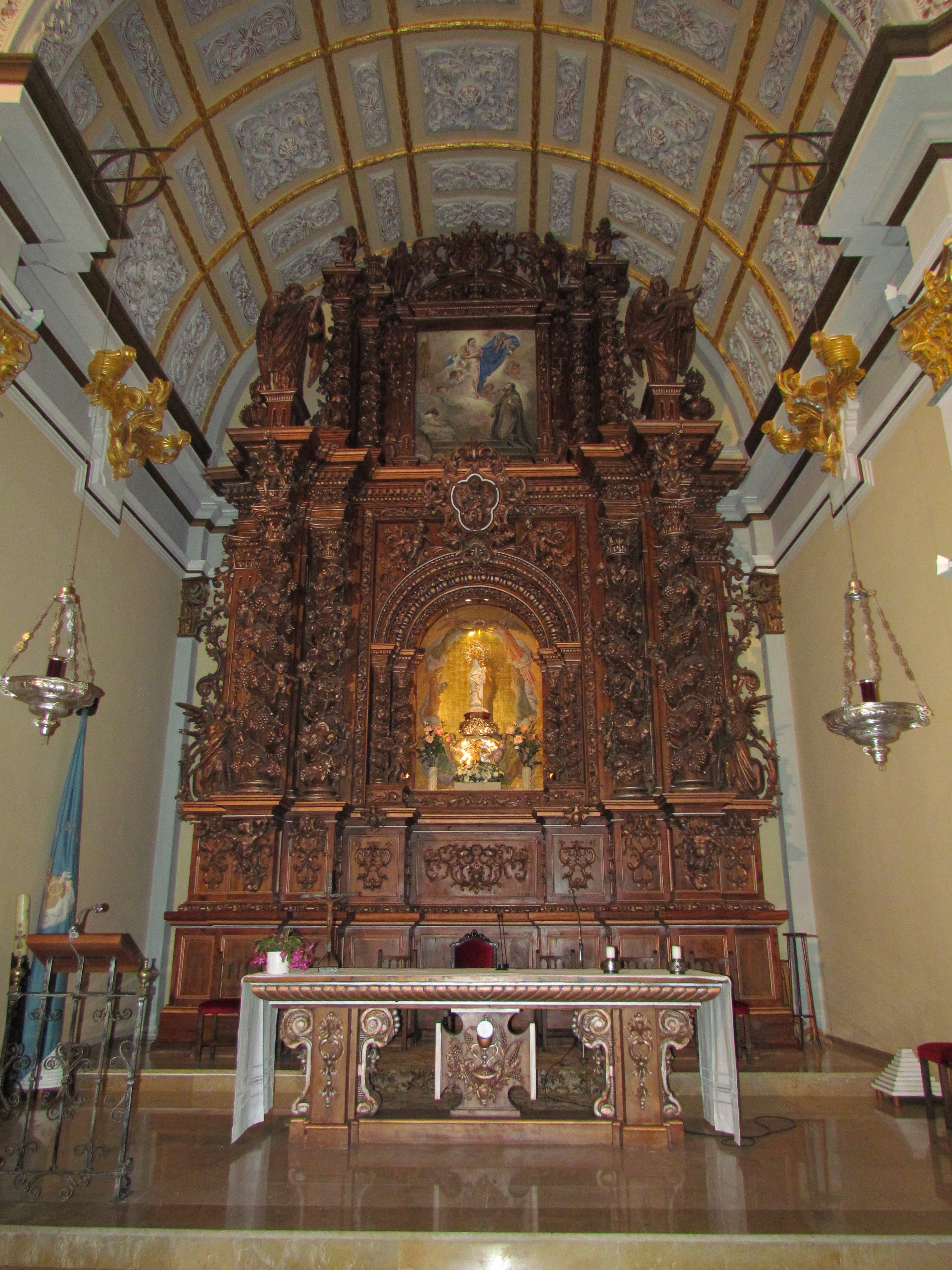
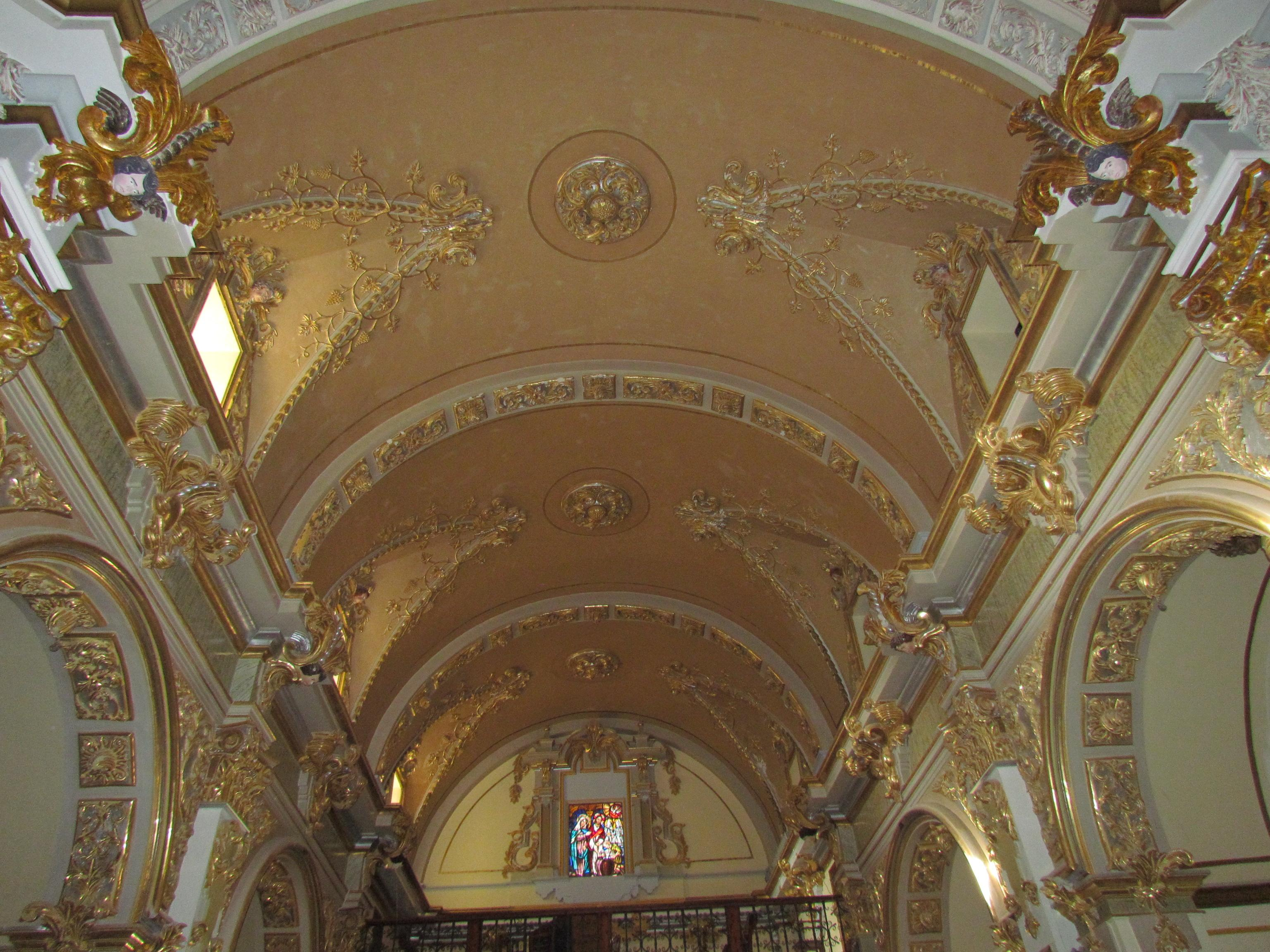
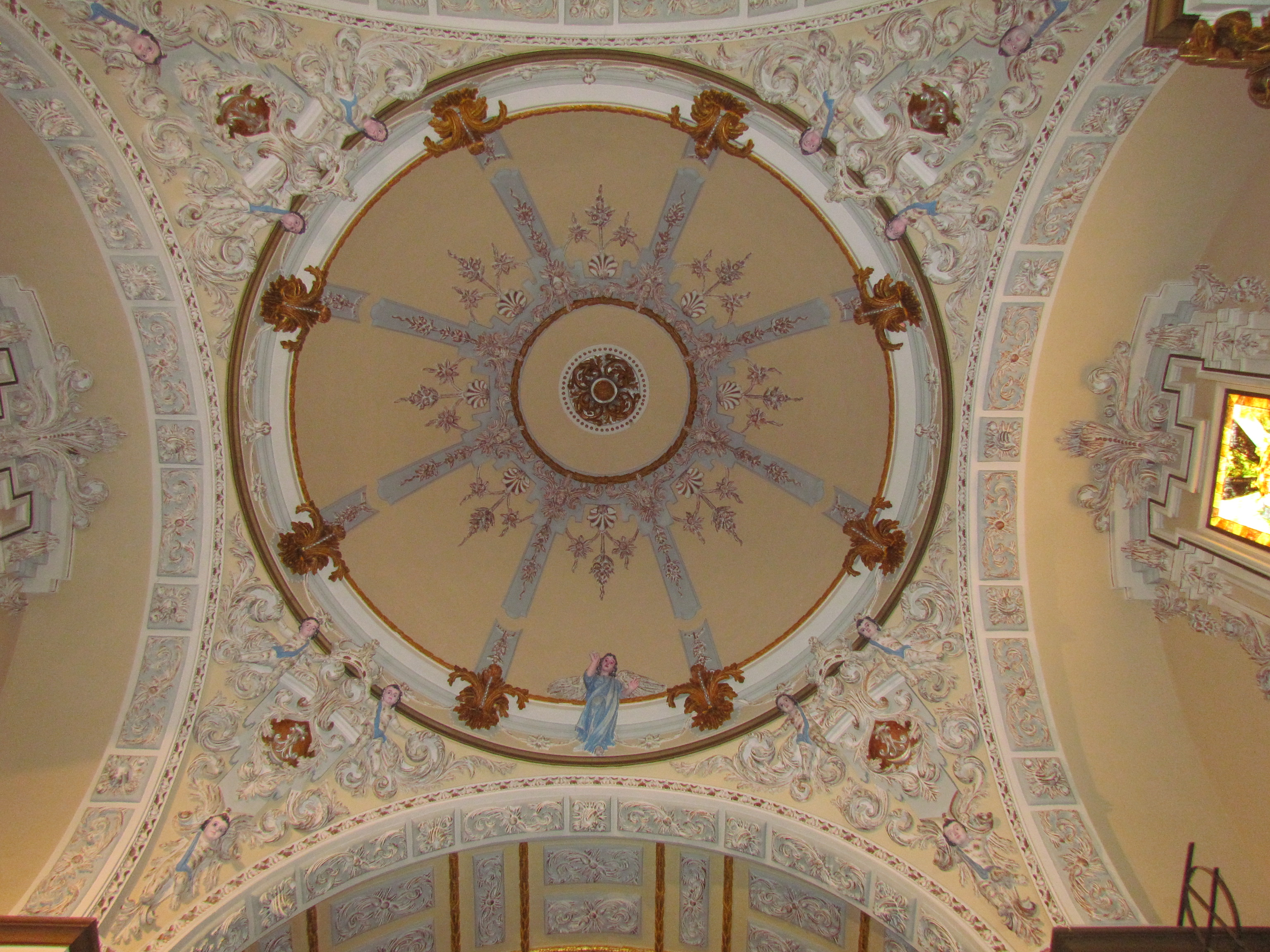

- Altar major
- Volta
- Cúpula